# Рыбная деревня
«Ры́бная дере́вня» — этнографический и торгово-ремесленный комплекс в Калининграде. Представляет собой городской квартал, застроенный зданиями в стилистике фахверковой архитектуры довоенного восточно-прусского города Кёнигсберг. Комплекс, задуманный как туристический центр, по факту включает в себя гостиницы, рестораны, офисные здания и жилые комплексы, а также благоустроенную набережную реки Преголи. Несмотря на название, комплекс не является реконструкцией исторических зданий на их подлинном месте, а представляет собой современную стилизацию.

## Расположение
Комплекс «Рыбная деревня» расположен на Октябрьском острове (бывший остров Ломзе) в Калининграде, между Октябрьской улицей и рекой Преголей. Находится в непосредственной близости от Кафедрального собора на острове Канта. Комплекс протянулся вдоль набережной от Медового моста до Высокого моста.

## Строительство
Строительство первой очереди комплекса началось в мае 2006 года. Инициатором и реализатором проекта выступил бывший заместитель губернатора Калининградской области Павел Фёдоров. Первая очередь была в основном завершена к 2010 году.
Процесс строительства второй очереди затянулся на несколько лет из-за судебного спора за земельный участок между Министерством обороны РФ и администрацией Калининграда. В августе 2012 года арбитражный суд обязал военное ведомство передать имущество военного городка городу. Однако в декабре 2012 года апелляционный суд отменил это решение. Вопрос был решён в марте 2013 года после вмешательства губернатора Николая Цуканова и министра обороны Сергея Шойгу, когда участок площадью 0,64 га был передан в собственность Калининградской области.
В 2019 году компания «КТСХ» начала строительство второй очереди — жилого комплекса со встроенными административными помещениями «Новая Рыбная деревня». Завершение строительства, изначально запланированное на 2022 год, сформировало окончательный облик комплекса.

## Исторический контекст и критика
Несмотря на то, что «Рыбная деревня» стала одной из визитных карточек современного Калининграда, её название и архитектурный облик вызывают дискуссии по поводу исторической достоверности.
Ключевым моментом критики является местоположение. Исторический Рыбный рынок Кёнигсберга (нем. Fischmarkt) находился не на острове Ломзе (нынешний Октябрьский), а на противоположном берегу Преголи, вдоль южной границы города Альтштадт, на территории нынешнего сквера на Московском проспекте.
На месте же самой «Рыбной деревни» в довоенное время рыбой не торговали. С XV века здесь располагались дровяные склады (о чём напоминает название Деревянного моста), а позже — рынок «Охсенмаркт» (нем. Ochsenmarkt, «бычий рынок»), где торговали скотом. Рынок просуществовал до XVIII века, после чего на его месте проложили улицу Линденштрассе (нем. Lindenstraße), которая примерно соответствует современному расположению комплекса. Таким образом, создатели современного квартала использовали известное историческое название, но перенесли его на территорию, которая имела иное историческое назначение.

## Объекты комплекса
- Информационный центр (2007)
- Видовая башня «Маяк» (2007)
- Бизнес-центр «Речной вокзал» и гостиница «Шкиперская» (2007)
- Отель «Kaiserhof» 4* (2008)
- Административно-деловой центр «Рыбная биржа» (2007)
- Жилой комплекс «Новая Рыбная деревня» (вторая очередь)

## Окружение и достопримечательности
В непосредственной близости от комплекса расположены значимые городские объекты и достопримечательности.

### Новая синагога
Рядом с «Рыбной деревней» находится Новая синагога, восстановленная в 2018 году на историческом месте. Первая либеральная синагога была построена на этом месте (тогдашняя Линденштрассе) в 1896 году. В 1938 году во время «Хрустальной ночи» она была сожжена, но не разрушена до конца, и с 1935 по 1942 год в её стенах работала школа для еврейских детей. Здание было окончательно разрушено в ходе бомбардировок 1944 года. Современное здание, повторяющее исторические формы, включает в себя музей, посвящённый истории еврейской общины Кёнигсберга.

### Башня «Маяк»
33-метровая видовая башня «Маяк» является архитектурной доминантой комплекса. Наверху расположена смотровая площадка, а также скульптуры «Учёный кот» и «Птица с яйцом». Внутри башни находится музей стекла и сувенирный магазин.

### Мосты
- Медовый мост — пешеходный разводной мост, соединяющий Октябрьский остров с островом Канта. Построен в 1542 году и реконструирован в 1882 году. Популярен у молодожёнов, которые вешают на его ограду замки. На перилах моста установлена одна из миниатюрных скульптур хомлинов — «дедушка Карл»[2].
- Юбилейный мост — пешеходный разводной мост, построенный в 2005 году к 750-летию города. Он расположен на месте разрушенного во время войны Императорского моста (нем. Kaiserbrücke), возведённого в 1905 году. На мосту установлена скульптура кошки[2].